# سيلفا (كارولاينا الشمالية)
سيلفا (بالإنجليزية: Sylva)‏ هي مدينة أمريكية ومركز مقاطعة جاكسون في ولاية كارولاينا الشمالية في الولايات المتحدة الأمريكية.

## التركيبة السكانية
حدّد مكتب تعداد الولايات المتحدة بيانات التركيبة السكانية لسيلفا، نورث كارولاينا في تعداد الولايات المتحدة. في ما يلي، التركيبة السكانية حسب تعدادي 2000 و2010.

### تعداد عام 2000
بلغ عدد سكان سيلفا، نورث كارولاينا 2,435 نسمة بحسب تعداد عام 2000، وبلغ عدد الأسر 1,137 أسرة وعدد العائلات 608 عائلة مقيمة في البلدة. في حين سجلت الكثافة السكانية 296.6 نسمة لكل كيلومتر مربع (768.2/ميل2). وبلغ عدد الوحدات السكنية 1,283 وحدة بمتوسط كثافة قدره 156.3 لكل كيلومتر مربع (404.8/ميل2).
وتوزع التركيب العرقي للبلدة بنسبة 89.16% من البيض و4.68% من الأمريكيين الأفارقة و1.60% من الأمريكيين الأصليين و1.31% من الأمريكيين ذوي الأصول الآسيوية و0.82% من الأعراق الأخرى و2.42% من عرقين مختلطين أو أكثر و2.51% من الهسبانيون أو اللاتينيون من أي عرق.
بلغ عدد الأسر 1,137 أسرة كانت نسبة 23.9% منها لديها أطفال تحت سن الثامنة عشر تعيش معهم، وبلغت نسبة الأزواج القاطنين مع بعضهم البعض 37.1% من أصل المجموع الكلي للأسر، ونسبة 12.5% من الأسر كان لديها معيلات من الإناث دون وجود شريك، بينما كانت نسبة 3.9% من الأسر لديها معيلون من الذكور دون وجود شريكة وكانت نسبة 46.5% من غير العائلات. تألفت نسبة 39.6% من أصل جميع الأسر من عدة أفراد يعيشون في نفس المنزل ونسبة 16.2% كانت تتألف من شخص يعيش بمفرده يبلغ من العمر 65 عاماً أو أكثر. وبلغ متوسط حجم الأسرة المعيشية 2.04، أما متوسط حجم العائلات فبلغ 2.74.
بلغ العمر الوسطي للسكان 39.0 عاماً. وكانت نسبة 18.1% من القاطنين تحت سن الثامنة عشر، وكانت نسبة 11.6% بين الثامنة عشر والرابعة والعشرين عاماً، ونسبة 26.2% كانت واقعةً في الفئة العمرية ما بين الخامسة والعشرين والرابعة والأربعين عاماً، ونسبة 22.2% كانت ما بين الخامسة والأربعين والرابعة والستين، ونسبة 17.3% كانت ضمن فئة الخامسة والستين عاماً فما فوق. يوجد لكل 100 أنثى 90.2 ذكر، ويوجد لكل 100 أنثى في الثامنة عشر من عمرها فما فوق 85.6 ذكر.
بلغ متوسط دخل الأسرة في البلدة 26,432 دولارًا، أما متوسط دخل العائلة فبلغ 36,711 دولارًا. وكان متوسط دخل الذكور 25,526 دولارًا مقابل 22,401 دولارًا للإناث. وسجل دخل الفرد الخاص بالبلدة 17,348 دولارًا. وكانت نسبة 13.9% من العائلات ونسبة 19.6% من السكان تحت خط الفقر، وكان من هؤلاء نسبة 26.9% تحت سن الثامنة عشر ونسبة 18.6% في الخامسة والستين من العمر وما فوق.

### تعداد عام 2010
بلغ عدد سكان سيلفا، نورث كارولاينا 2,588 نسمة بحسب تعداد عام 2010، وبلغ عدد الأسر 1,138 أسرة وعدد العائلات 601 عائلة مقيمة في البلدة. في حين سجلت الكثافة السكانية 315.2 نسمة لكل كيلومتر مربع (816.4/ميل2). وبلغ عدد الوحدات السكنية 1,338 وحدة بمتوسط كثافة قدره 163 لكل كيلومتر مربع (422.2/ميل2).
وتوزع التركيب العرقي للبلدة بنسبة 85.78% من البيض و2.74% من الأمريكيين الأفارقة و2.82% من الأمريكيين الأصليين و1.78% من الأمريكيين ذوي الأصول الآسيوية و5.18% من الأعراق الأخرى و1.70% من عرقين مختلطين أو أكثر و9.04% من الهسبانيون أو اللاتينيون من أي عرق.
بلغ عدد الأسر 1,138 أسرة كانت نسبة 25.7% منها لديها أطفال تحت سن الثامنة عشر تعيش معهم، وبلغت نسبة الأزواج القاطنين مع بعضهم البعض 35.1% من أصل المجموع الكلي للأسر، ونسبة 12.9% من الأسر كان لديها معيلات من الإناث دون وجود شريك، بينما كانت نسبة 4.8% من الأسر لديها معيلون من الذكور دون وجود شريكة وكانت نسبة 47.2% من غير العائلات. تألفت نسبة 37.4% من أصل جميع الأسر من عدة أفراد يعيشون في نفس المنزل ونسبة 13.3% كانت تتألف من شخص يعيش بمفرده يبلغ من العمر 65 عاماً أو أكثر. وبلغ متوسط حجم الأسرة المعيشية 2.17، أما متوسط حجم العائلات فبلغ 2.85.
بلغ العمر الوسطي للسكان 36.4 عاماً. وكانت نسبة 20.1% من القاطنين تحت سن الثامنة عشر، وكانت نسبة 10.7% بين الثامنة عشر والرابعة والعشرين عاماً، ونسبة 28.6% كانت واقعةً في الفئة العمرية ما بين الخامسة والعشرين والرابعة والأربعين عاماً، ونسبة 23% كانت ما بين الخامسة والأربعين والرابعة والستين، ونسبة 17.6% كانت ضمن فئة الخامسة والستين عاماً فما فوق. وتوزع التركيب الجنسي للسكان بنسبة 48.3% ذكور و51.7% إناث.

## أعلام
- مايكل بينغهام
- إد سوتون
- جوني أوتس